# Мелии (род)
Мелии (лат. Maelia) — богатый римский плебейский род (номен), возможно, из сословия всадников. Известен только один когномен — Мелии Капитолины (лат. Maelius Capitolinus).
Члены этого рода упоминаются во времена ранней республики, сразу после децемвиров вплоть до Самнитских войн. Мелии возможно принадлежали к сословию всадников, и были одними из самых богатых плебеев. 
Самый известным из Мелиев был, вероятно, Спурий Мелий, богатый купец, который купил зерно во время голода в 440 г. до н.э. у этрусков, и продал его бедным по номинальной цене. На следующий год патриции обвинили его в заговоре с целью провозгласить себя царём, а когда при задержании он оказал сопротивление, то был убит начальником конницы Гаем Сервилием Агала.

## Преномены
Мелии, упомянутые в ранней истории республики использовали преномены Спурий, Гай, Публий и Квинт. Все эти имена были распространены в течение того периода, хотя Спурий был менее распространено при поздней Республике, и совсем исчезло в начале имперского периода.

## Когномены
Единственный когномен, связанный с Мелиями — это Капитолин (лат. Capitolinus), указываяющая, что эта ветвь рода жила на Капитолийском холме.

## Известные представители
- Спурий Мелий — богатый хлеботорговец, якобы пытавшийся купить поддержку народа для провозглашения себя царём, и убитый без суда в 439 году до н. э. Несмотря на то, что его вина была общепризнанной в древности, современные историки сомневаются в правдивости обвинения. Бартольд Нибур предполагает, что его цель состояла в том, чтобы получить должность консула для себя, и открыть магистрат для плебеев. Ни один из предполагаемых соучастников Мелияне были судим или наказан, но его убийца Агала скорее отправился в изгнание, чем предстал перед судом.
- Спурий Мелий (трибун) — народный трибун в 436 году до н. э., пытался конфисковать собственность Агалы, начальника конницы, который убил его родича, однако безуспешно. Его родственное отношение к убитому торговцу зерном неизвестно[2][3].
- Гай Мелий Капитолин, отец консульского трибуна.
- Публий Мелий Капитолин — военный трибун с консульской властью 400 и 390 годов до н. э. Ливий описывает его как одного из первых плебеев среди консульских трибунов, хотя вполне вероятно, что некоторые из консульских трибунов 444 и 422 годов были плебеи[4][5].
- Квинт Мелий — Квинт Maelius, плебейским трибун в 320 г. до н.э., призвал римлян сохранить мир с самнитами после катастрофы при Кавдинском ущелье. Мелий был офицером сдавшейся самнитам армии и был освобожден при условии, что все магистраты, включая плебейских трибунов, должны стать заложниками самнитам после доставки доклада в Рим. Мелий был одним из магистратов, которые охотно приняли эту судьбу, но самниты отказались от заложников, подозревая что те могут быть поводом для возобновления войны.